# Pirineos
Los Pirineos son un sistema montañoso situado en el noreste de la península ibérica, que hace de frontera natural entre Andorra, España y Francia. Se extienden en dirección este-oeste a lo largo de 491 km aproximadamente, desde el cabo de Creus en el mar Mediterráneo hasta su unión con la cordillera Cantábrica, donde se ha establecido la falla de Pamplona como su límite convencional geológico, no existiendo interrupción geográfica entre ambas formaciones. En su parte central tiene una anchura de unos 150 km.
En la ladera norte, los Pirineos se extienden por las regiones francesas de Nueva Aquitania y Occitania. En la ladera sur, por las comunidades españolas del País Vasco, Navarra, Aragón y Cataluña. El microestado de Andorra está enclavado en la cordillera.
La norma general, según la cual la ladera norte es de soberanía francesa y la sur española, presenta varias excepciones. Navarra tiene tres áreas en la vertiente norte. El primer caso es el del valle de Xareta, en la cuenca del Ugarana. Dos de sus cuatro municipios, Zugarramurdi y Urdax, son de soberanía española. El segundo se halla entre el territorio del Quinto Real y el valle de los Aldudes. Aquí España adentra su frontera a lo largo de 12 km en los prados y laderas de la vertiente norte, sin encontrarse en la zona poblaciones ni localidades. El tercer caso es el del municipio de Valcarlos y sus pedanías. En Cataluña, el Valle de Arán es el mayor territorio transpirenaico de España. Este valle, compuesto por nueve municipios, se engloba geográficamente en la cuenca atlántica y en él nace uno de los principales ríos franceses: el Garona.
Las montañas pirenaicas albergan picos de más de 3000 metros de altitud, como el Aneto (3404 m), el Posets (3375 m), el Monte Perdido (3355 m), el Pico Maldito (3350 m), el Pico Espadas (3332 m), el Vignemale (3298 m), el Balaitús (3144m) y la Pica d'Estats (3143 m), pequeños glaciares, lagos y circos de origen glaciar, y numerosos valles y cañones.

## Toponimia
Llamados en español los «Pirineos», si se quiere hacer referencia a sectores concretos de la cadena montañosa, el topónimo «Pirineo», en singular, también está aceptado y es de uso común; y, en ese caso, debe ir acompañado del adjetivo correspondiente que delimite la zona aludida («el Pirineo aragonés», etc.).
En otras lenguas de la zona existen diversos endotopónimos para denominar a esta cordillera: «Pyrénées» en francés, «Pirineus» o «Pirineu» en catalán, «Pirenèus» en occitano, «Pireneus» o «Perinés» en aragonés y «Pirinioak», «Bortuak» o «Auñamendiak» en euskera.
En lenguaje corriente, la palabra «Pirineo» se aplica al conjunto de altas sierras fronterizas hispano-francesas. La expresión «Pirineos Centrales» sirve para denominar al área geográfica de la cordillera de los Pirineos que se extiende aproximadamente, según las diferentes obras, entre las cumbres de Somport, en la parte occidental, y el macizo de la Maladeta, en la oriental.

## Etimología
La palabra Pirineos procede de la mitológica hija de Bébrice, Pirene. Según los griegos, los Pirineos recibieron su nombre de Pirene, una joven de la región a la que Hércules se llevó consigo en uno de sus viajes y cuando esta murió, acumuló piedras para sellar su tumba.
El Pequeño Diccionario de Mitología Vasca y Pirenaica de Olivier de Marliave (Ed. Alejandría), señala lo siguiente:

Pirene: La hija de Bébrix, rey legendario de la Cerdaña, estaría en el origen de la cordillera de los Pirineos. Pirene fue seducida por Hércules, que atravesaba la Cerdaña para ir a efectuar su décimo trabajo. El semidiós abandonó a la muchacha, quien, a pesar de todo, quiso seguir a su enamorado. Pero fue atacada y devorada por unos animales salvajes. Hércules, alertado por los gritos de Pirene, volvió sobre sus pasos, pero no encontró más que un cuerpo sin vida. Como homenaje a esta prueba de amor, Hércules la devolvió a su casa y construyó un inmenso mausoleo amontonando hasta el infinito rocas que formaron una serie de montañas, a las que denominó Pirineos. La gente de Ariege sitúa la tumba de Pirene en la cueva de Lombrives (Ussat), en la que unas concreciones de estalagmitas forman una especie de sepultura colosal.
Pequeño Diccionario de Mitología Vasca y Pirenaica de Olivier de Marliave

Según otra leyenda, Pirene dio a luz una serpiente antes de morir, y su cuerpo fue colocado sobre una hoguera. El fuego de la incineración se propagó a la montaña, hasta el punto que las poblaciones del Ampurdán en las que residían comerciantes griegos denominaron Pirineos (del griego pyr, pyros, ‘fuego’) a aquellos macizos cubiertos de llamas.
Otra versión dice que es un topónimo ancestral, de origen íbero o vasco. Según este idioma, la cordillera se denominó Ilene os, que significa «montes de la Luna», ya que Ilene es la Luna.[cita requerida]
Otra de las teorías más aceptadas es la de que el nombre procede de un incendio (fuego en griego es pyros) del que dieron cuenta Estrabón y Diodoro Sículo, causado por unos pastores al roturar sus tierras de cultivos. Se dijo que incluso las vetas de oro y plata se fundieron a nivel del subsuelo.

## Geografía

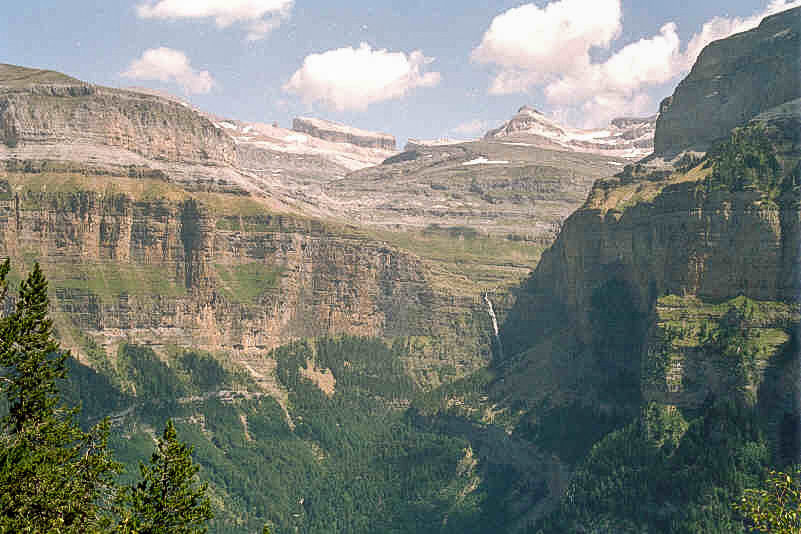
Valle de Ordesa, en el Pirineo aragonés

Los Pirineos forman una cadena rectilínea con una longitud total de 430 kilómetros del Mediterráneo (cabo de Creus) al Cantábrico (Jaizkibel). El límite occidental puede resultar arbitrario, ya que los Pirineos se funden gradualmente con los Montes vascos, que a su vez tienen su continuidad en la cordillera Cantábrica (el eje pirenaico-cantábrico llega a 1000 km de continuidad montañosa). La definición geográfica más simple de los Pirineos es su carácter de istmo entre el Mediterráneo y el punto del golfo de Vizcaya más cercano, continuando más allá en la cadena Vasco-Cantábrica.

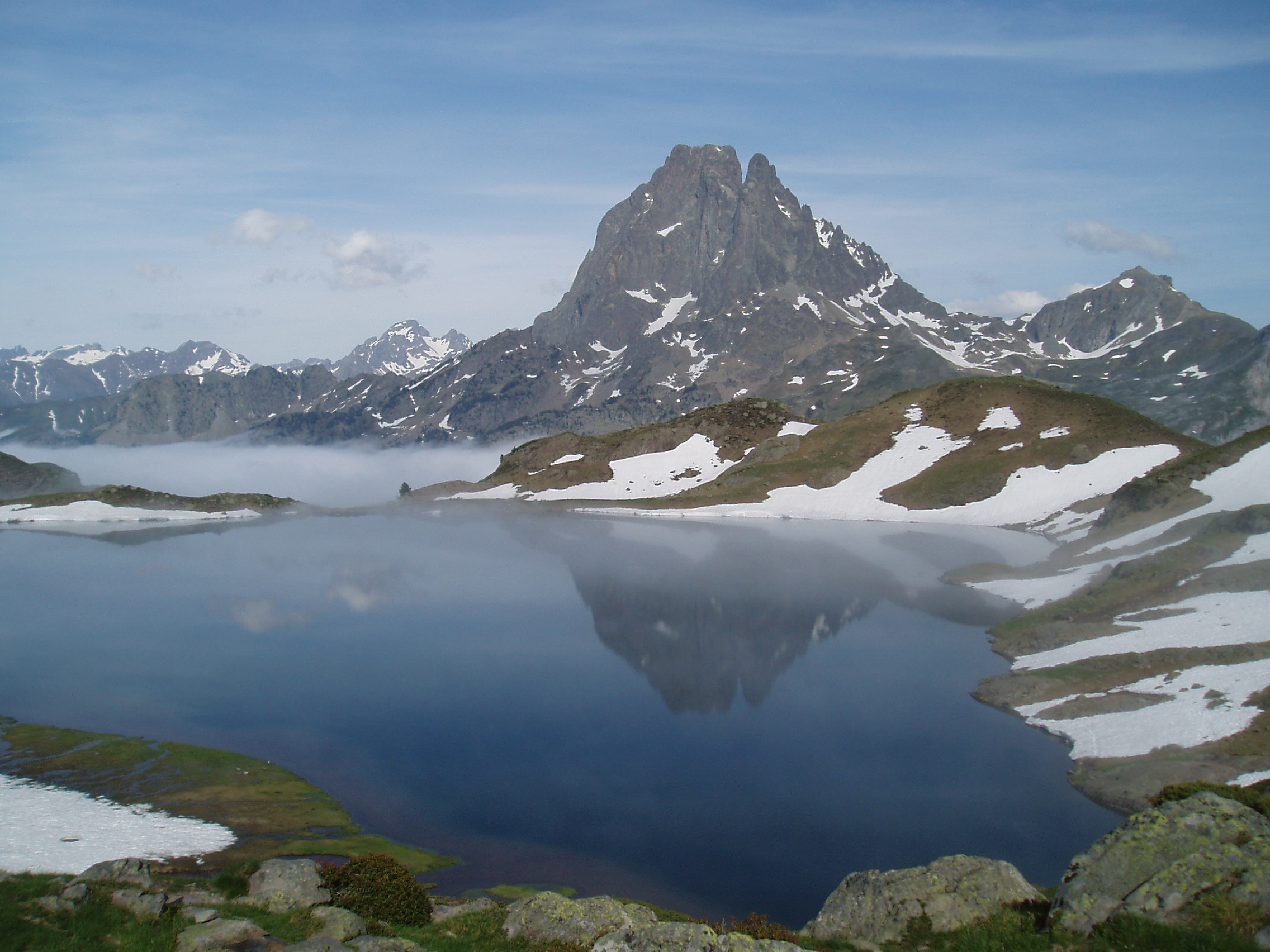
Pico de Midi d'Ossau, en los Pirineos franceses

Las elevaciones principales se encuentran en su parte central, aunque ligeramente desequilibrado hacia el este, lado hacia el que desciende más bruscamente (todavía a 50 km de la costa mediterránea se levanta el Canigó, con 2785 m de altitud). Hacia este mismo lado se presentan cortes en las fosas de los ríos Segre y Tet. Por el oeste el eje de la cordillera desciende suavemente para enlazar con las sierras de altitud moderada del País Vasco, aunque con erosiones más abruptas. La anchura máxima de la cordillera es de 150 km en su parte central, de la que una tercera parte corresponde al sector norte, primordialmente francés, donde las cumbres tienen un descenso más brusco, y dos terceras partes pertenecen al ámbito sur. Esta anchura también se reduce en los extremos: alcanza entre 25 y 30 km en el lado navarro y unos 10 en el catalán.

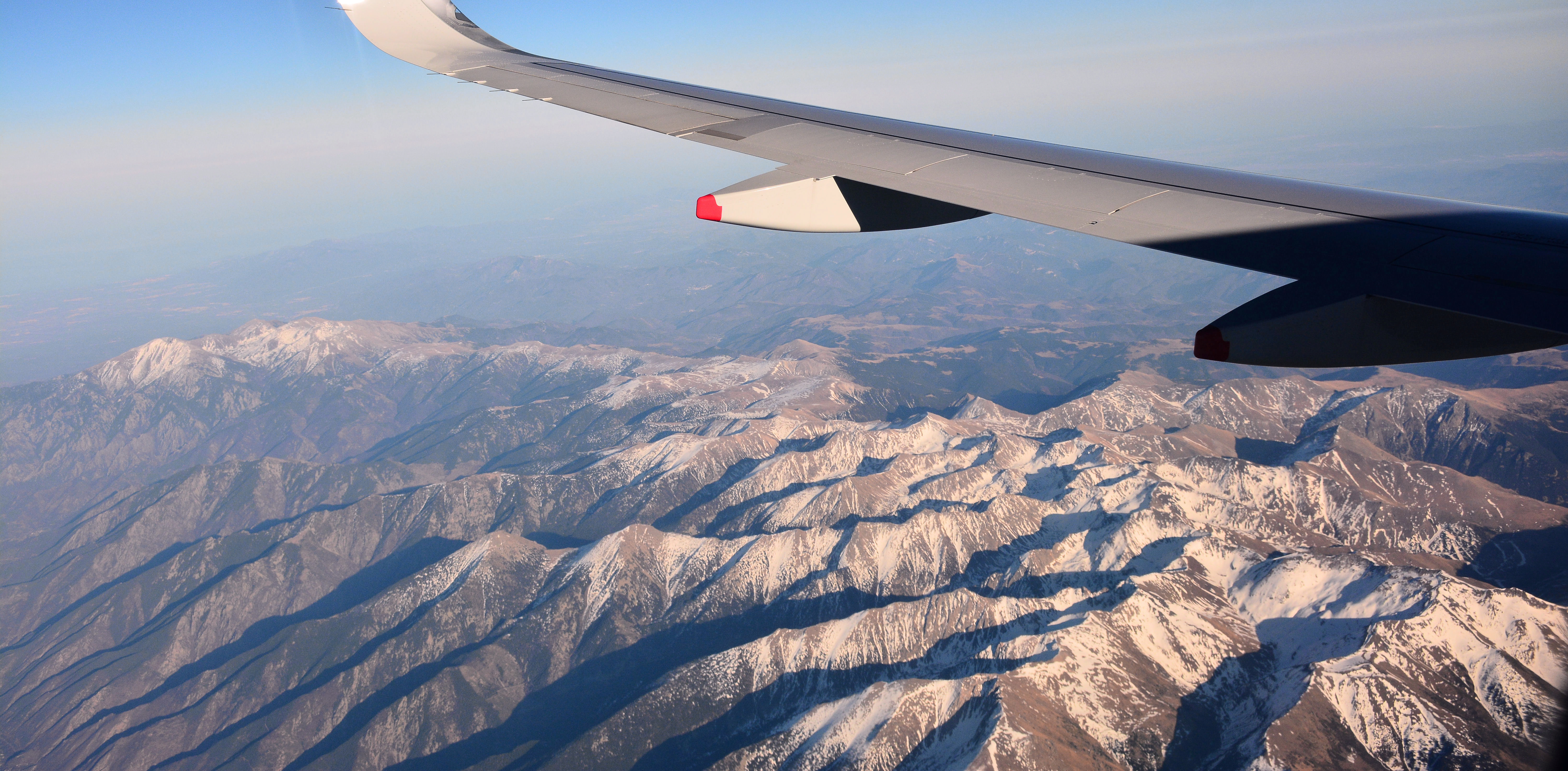
Vista de parte de la cordillera desde un avión

En la estructura de la cordillera se distingue el pirineo axial, que es el núcleo fundamental del sistema montañoso y supone un eje directriz de la misma. Se extiende longitudinalmente por una banda de materiales paleozoicos, restos de un antiguo macizo herciniano desaparecido. Su mayor cumbre es el pico Aneto (3404 m) y destacan los picos Canigó (2765 m) y Posets (3375 m), entre muchos otros.
El segundo elemento constitutivo es el prepirineo, que se halla adosado a los flancos del pirineo axial. Está formado por varias líneas de sierras de estructura geológica más moderna. Sus cumbres rebasan con frecuencia los 2000 metros de altitud.
En su parte sur, se descompone a su vez en dos: sierras interiores y exteriores —destacan las cumbres de Leyre (1371 m), Loarre (1864 m), pico de Guara (2077 m) y Montsec (1693 m)—, que están separadas por una depresión longitudinal, denominada Depresión Media Prepirenaica (cuenca de Pamplona, la canal de Berdún y la cuenca de Tremp). Las montañas y valles de esta zona se caracterizan por tener unas altitudes menores que las del sector central, pues pocos picos del prepirineo superan los 2000 metros de altitud.

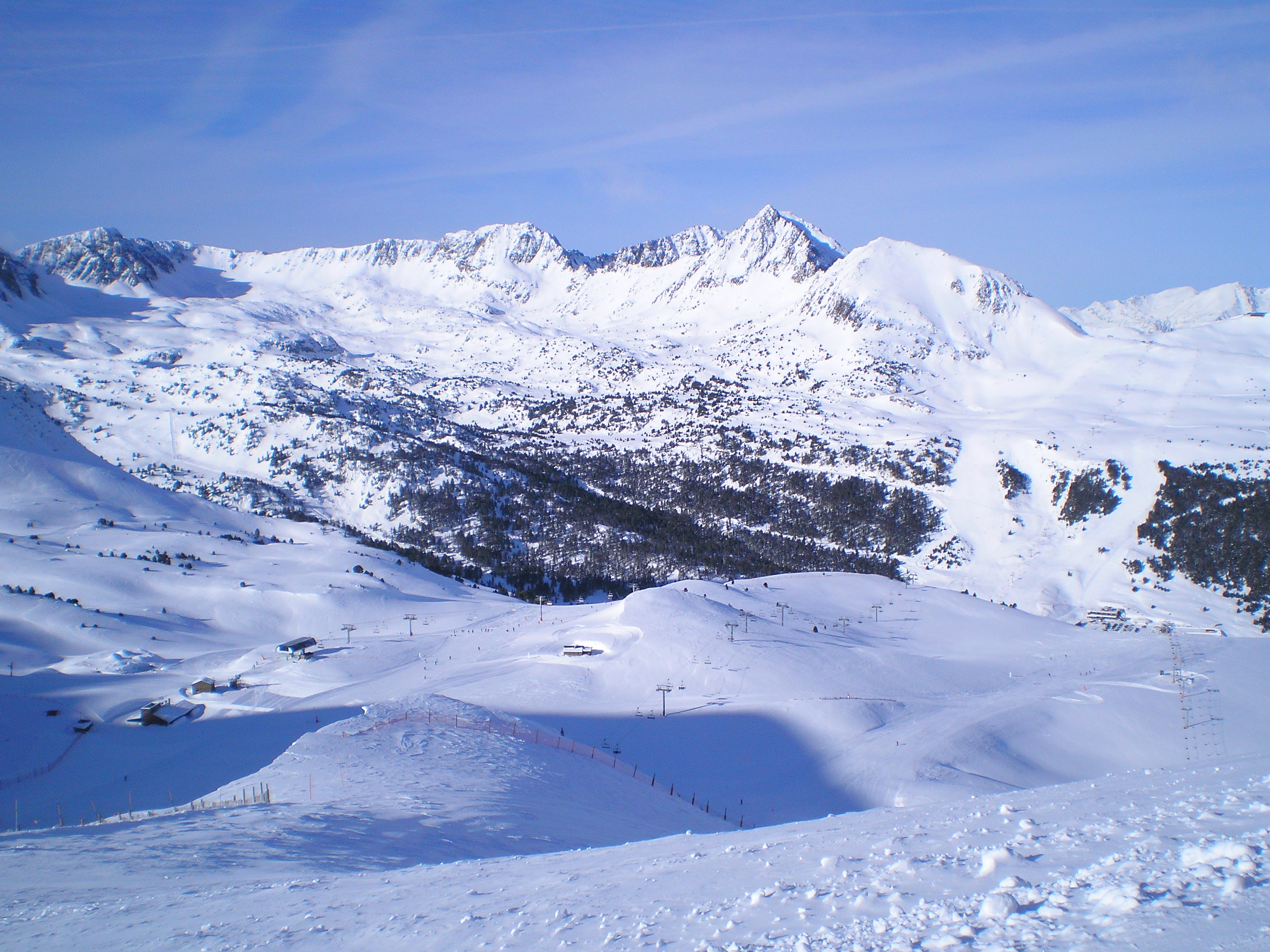
Sector de Grau Roig en la estación de esquí GrandValira, Andorra. Se pueden ver los picos Pic Baix del Cubil (2705 m) y Montmalús (2781 m)

En la ladera septentrional, los Pirineos se extienden por los departamentos franceses de Pirineos Atlánticos (Nueva Aquitania), Altos Pirineos, Alto Garona, Ariège y Pirineos Orientales (Occitania). En la ladera sur los Pirineos están incluidos en las provincias españolas de Guipúzcoa (País Vasco), Navarra, Huesca y Zaragoza (Aragón), Lérida y Gerona (Cataluña). El pequeño país de Andorra está situado en la cordillera.

## Geología

Ubicación geológica de los Pirineos

Esquema simplificado de una sección geológica norte-sur de los Pirineos en su zona central (perpendicular al eje de la cadena)

Los Pirineos son más antiguos que los Alpes: sus sedimentos se depositaron por primera vez en las cuencas costeras durante las eras Paleozoica y Mesozoica. Hace entre 100 y 150 millones de años, durante el período Cretácico Inferior, el golfo de Vizcaya se desplegó, empujando a la península contra la actual Francia y aplicando una intensa presión de compresión a grandes capas de roca sedimentaria. La intensa presión y la elevación de la corteza terrestre afectaron primero a la parte oriental y se movieron progresivamente a toda la cadena, culminando en la época del Eoceno.
La parte oriental de los Pirineos se compone principalmente de rocas de granito y gneiss, mientras que en la parte occidental los picos de granito están flanqueados por capas de piedra caliza. El carácter masivo y sin uso de la cordillera proviene de su abundancia de granito, que es particularmente resistente a la erosión, así como al desarrollo glacial débil.
Las partes superiores de los Pirineos contienen superficies de bajo relieve que forman una penillanura. Esta penillanura se originó no antes que en los tiempos del Mioceno tardío. Presumiblemente se formó en altura, ya que la sedimentación extensa elevó considerablemente el nivel de la base local.
Las características geológicas más acusadas son la disimetría de las vertientes en el sentido transversal y también en el longitudinal; es decir, su pendiente es mucho más acentuada en la vertiente francesa que en la española, y desciende suavemente hacia el oeste y de forma más abrupta hacia el este.

## Glaciares
Debido a que la glaciación de la Era Cuaternaria afectó a los Pirineos de modo más decisivo que a las otras cordilleras españolas, existen huellas de modelado glaciar desde el Canigó hasta el pico de Adi. La mayoría de los actuales ibones son de origen glaciar. Hoy en día los Pirineos solo poseen glaciares de circo o con pequeñas lenguas por encima de los 2700 metros: Aneto, Balaitus, Vignemale, Monte Perdido y Maladeta en el lado español y Ossue o Troumouse en el lado francés.

## Picos
Según la obra de Juan Buyse, aceptada como listado oficial por la Unión Internacional de Asociaciones de Alpinismo (UIAA), en la cordillera de los Pirineos se establecen 11 zonas que se corresponden con los grandes macizos donde se distribuyen los 212 tresmiles, es decir, las cumbres que superan los 3000 altitud sobre el nivel del mar. De estas cumbres, 129 se consideran principales y 83 son secundarias.

## Ríos
Esta cordillera es la cuna de importantes ríos:
- En la vertiente francesa, los ríos Adur, Garona, Nivelle, Tec, Têt, Aglí y Aude.
- En la vertiente española, los ríos Bidasoa, Aragón-Subordán, Aragón, Gállego, Ara, Cinca, Ésera, Isábena, Noguera Ribagorzana, Noguera Pallaresa, Valira, Segre, Ter, Llobregat, Muga y Fluviá.

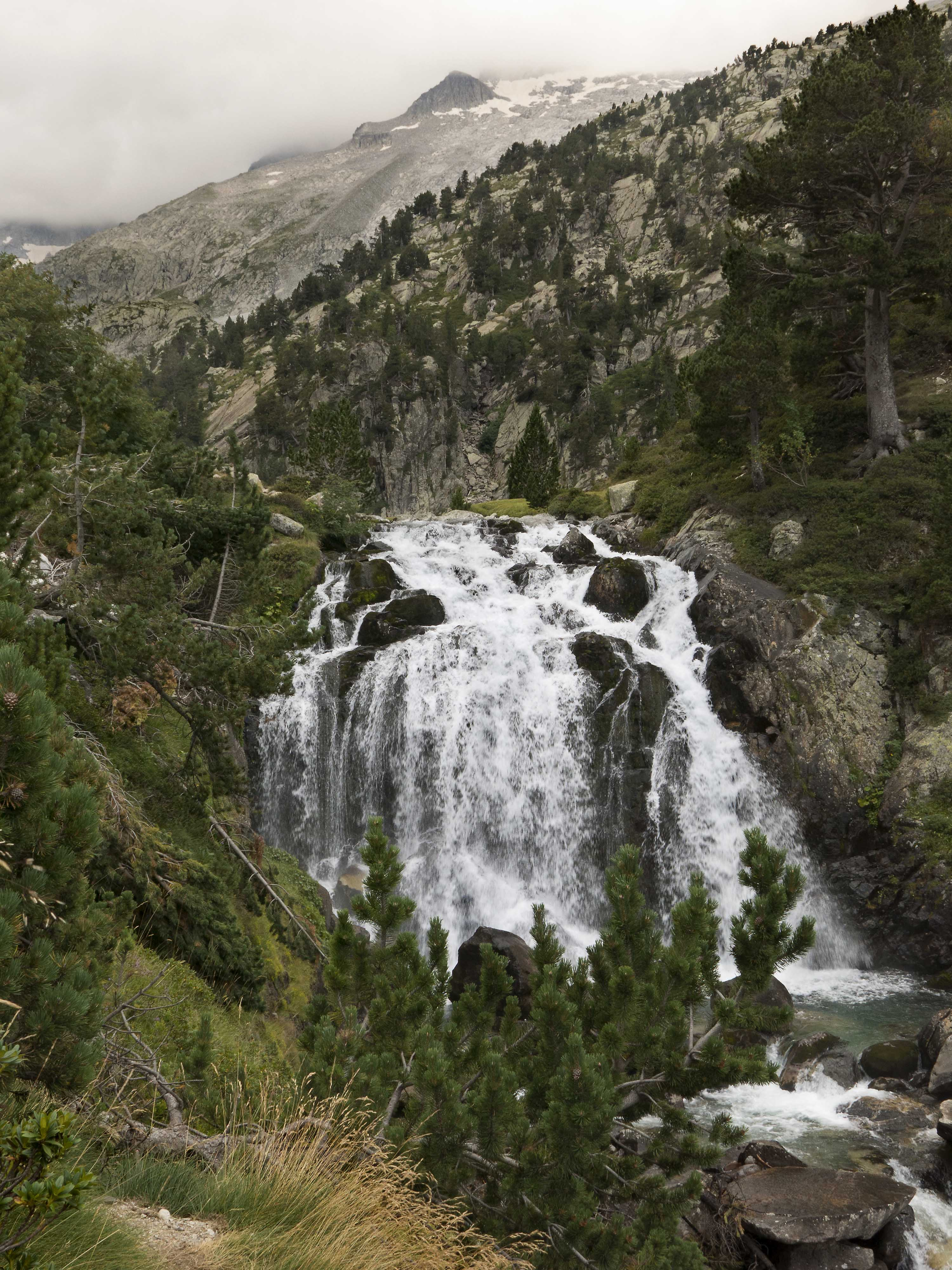
Cascada de Aigualluts, que aporta agua al río Ésera i al río Joèu
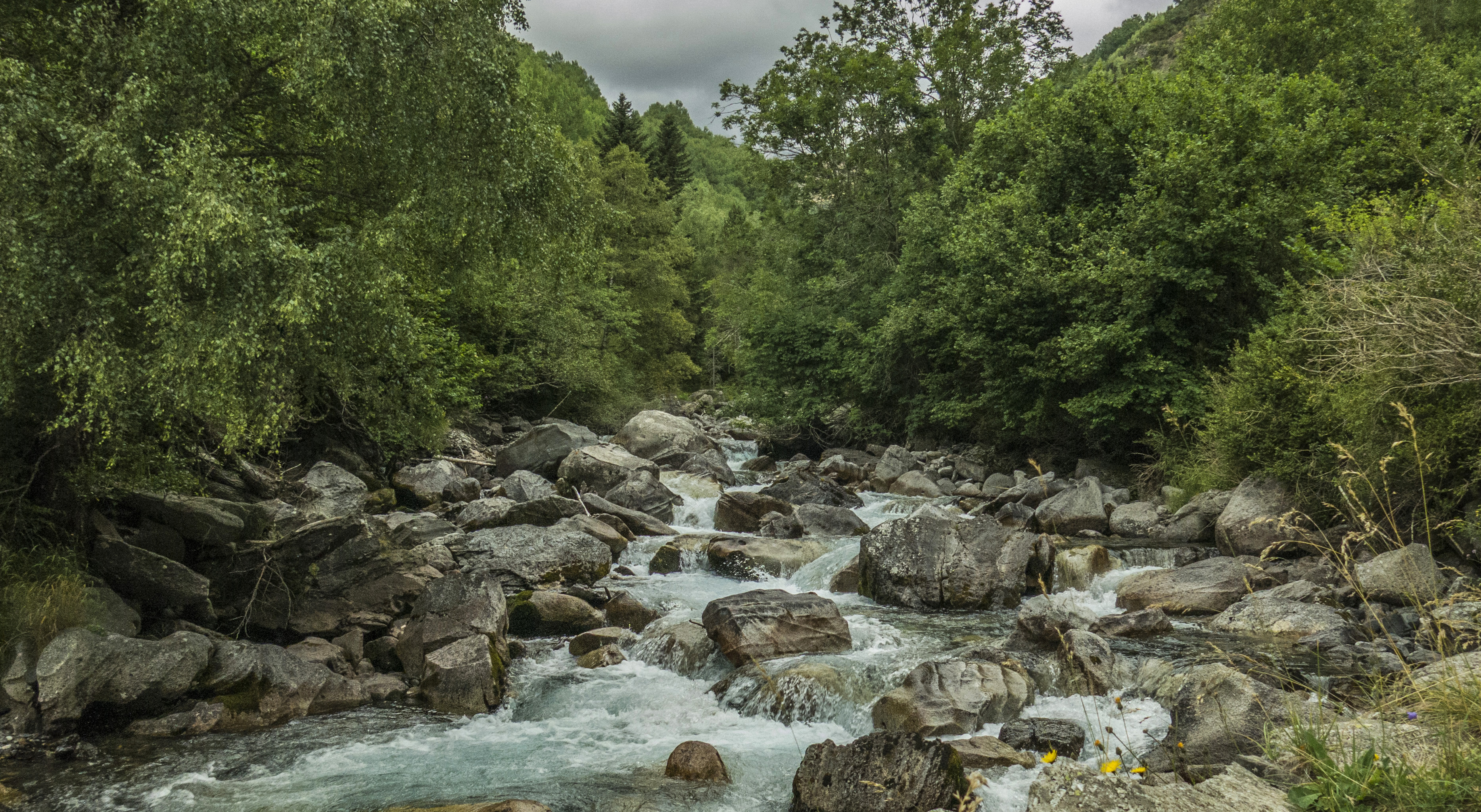
Río Estós
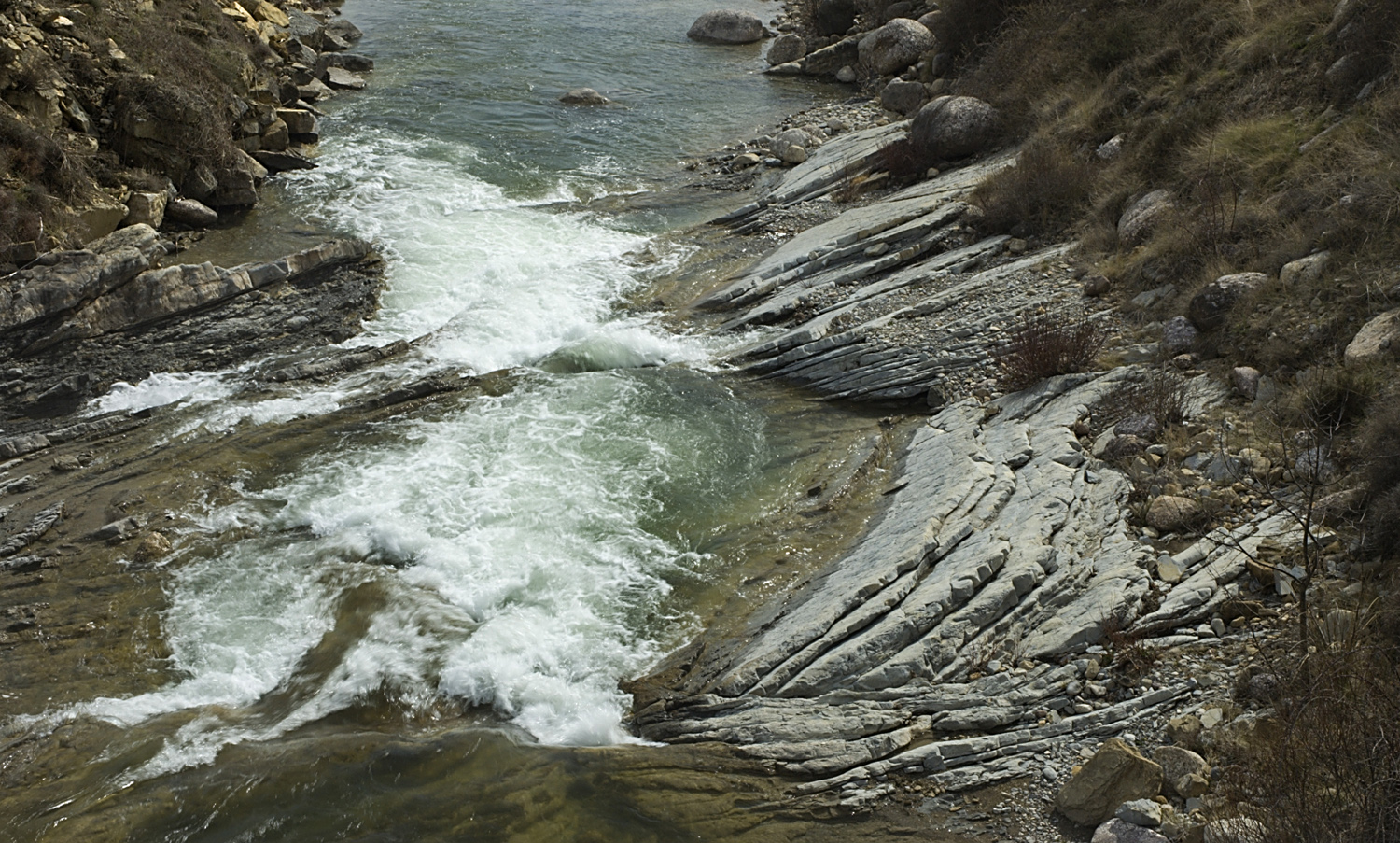
Río Isábena

## Flora y fauna

### Flora

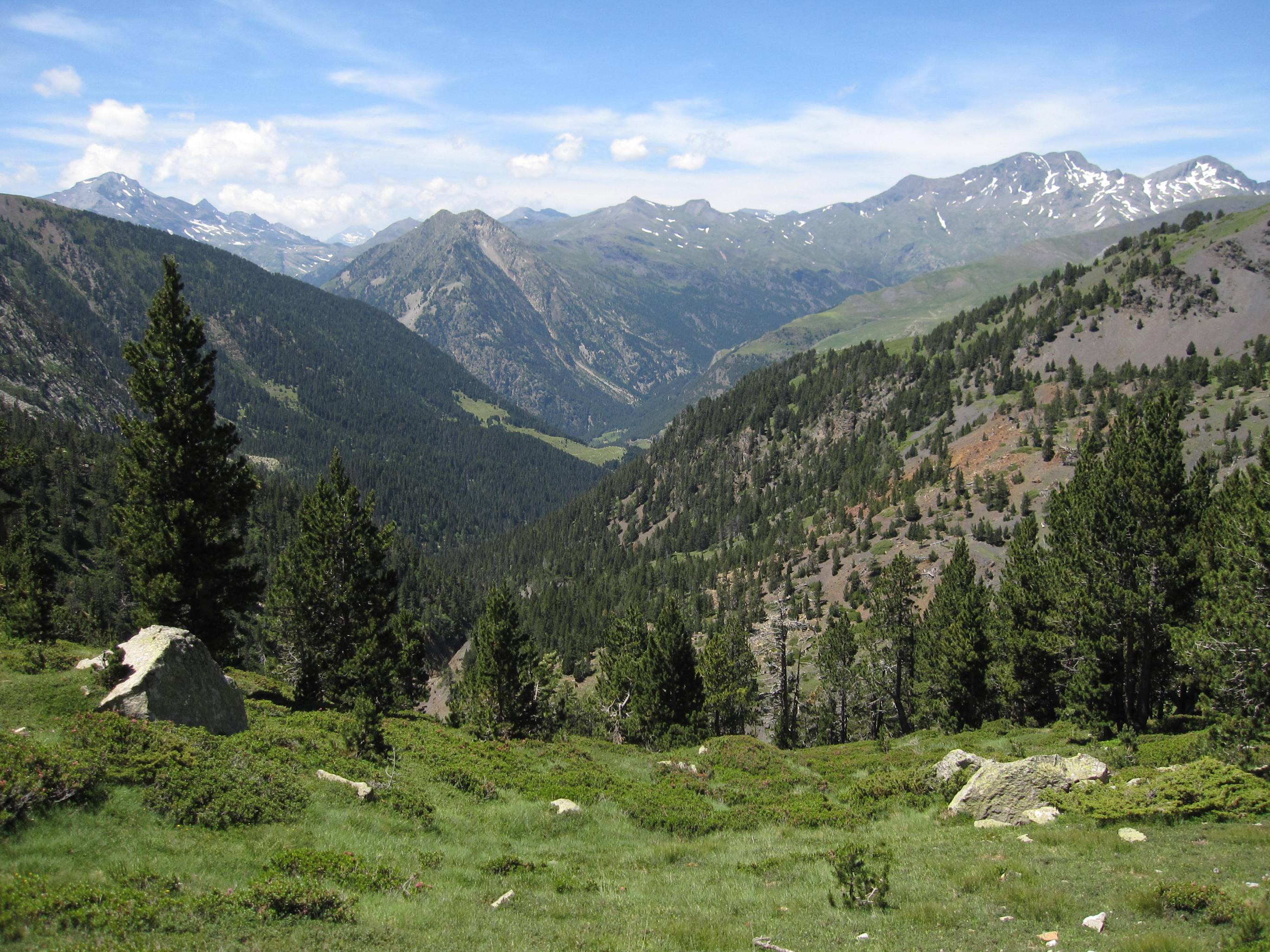
Valle de Gistau

La flora de los Pirineos incluye alrededor de 4500 especies, de las que 160 son especies endémicas, como la coronilla de rey (Saxifraga longifolia), la aguileña de los Pirineos (Aquilegia pyrenaica) y el cardo blanco (Eryngium bourgatii). En cuanto a los árboles, destaca el pino negro (Pinus uncinata) y el pino silvestre (Pinus sylvestris) a gran altitud (nivel subalpino), el haya (Fagus sylvatica) y el abeto común (Abies alba) a nivel medio montañoso. A nivel bajo y piedemonte crecen las encinas, los robles y los castaños.
La influencia mediterránea hace que el pirineo oriental y meridional, más soleado, tengan una composición florística diferente del resto de la cordillera. La orientación de oeste-este del sistema montañoso hace que un gran número de especies que estaban presentes en el norte de esta región durante la era terciaria hayan desaparecido debido al frío de la última gran glaciación.
El clima determina la flora de los Pirineos. En el Pirineo atlántico, es decir el norte y el extremo occidental, hay prados verdes alternando con bosques de robles en el valle y en pie de montaña, y hayedos y pinares a mediados montaña. El límite superior del monte se sitúa entre los 2000 y 2500 m (pinos), siendo relevados por landas subalpinas (erica, rhododendron) por encima de 2500 a 3000 m, tan sólo hay piedras y pequeños glaciares. Convendría destacar la selva de Irati (en el norte de Navarra), considerado el hayedo más grande de Europa y la masa boscosa más grande de los Pirineos.
La media montaña de la vertiente sur, la más seca, presenta una vegetación típicamente mediterránea: garriga, montes de hayas verdes, pinos negros y pinos silvestres. Los valles más altos destacan por sus prados, hayedos, abetos y pinos silvestres. En la parte más alta no habría mucha diferencia con la de la vertiente septentrional de no ser por la predominancia de tierras calizas que se imponen al clima y bajan el límite vegetal. En el extremo oriental las lluvias torrenciales del mediterráneo, combinado con la sequía estival, dan lugar a grandes hayedos y encinares. 
El icono por excelencia de la flora pirenaica ha sido desde siempre el Edelweiss o flor de nieve, que encontramos en el Pirineo calizo aragonés como el cañón de Añisclo y Pineta, o en las zonas altas del valle de Ordesa, y que está protegida en España. Es muy rara en el Pirineo catalán.

### Fauna

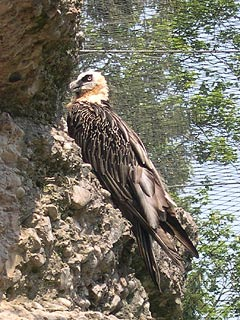
Quebrantahuesos

El Pirineo supone un lugar único para la contemplación de varias especies animales por lo escarpado del terreno, que ha impedido hasta ahora la masificación humana, factor que supone un peligro para la biodiversidad a pesar de los problemas burocráticos para su correcta gestión a través de siglos. Entre las casi 200 especies animales que sobreviven en la cordillera, destaca sobre todas la presencia del mítico oso pardo (Ursus arctos arctos), el cual, aún perseguido y esquilmado, parece recuperarse muy lentamente de su declive. En 2019 se estimaba una población de 52 ejemplares.
Entre los mamíferos destaca el rebeco (Rupicapra pyrenaica), que pasó de encontrarse al borde de la extinción a comienzos del siglo XIX, hasta los 45 000 ejemplares actuales, historia igualmente repetida en el caso del ciervo o el corzo, extendidos por todo el monte bajo, así como el omnipresente jabalí. No ocurre igual con el bucardo o cabra montesa de los Pirineos, que se extinguió en el año 2000 entre la desidia y abandono de las autoridades. Abundan las marmotas, a las que se observa con frecuencia entre los pastizales alpinos. Mucho más difícil de ver es el desmán de los Pirineos, un pequeño y extraño insectívoro nocturno, endémico de esta cordillera y algunas áreas del sistema Central. Destaca también la presencia de armiños, ardillas y erizos. En total existen unas 42 especies de mamíferos en el Pirineo. Desde el año 2014 se está reintroduciendo la cabra montés en los Pirineos franceses, concretamente en el Ariège y en el parque nacional de los Pirineos, a partir de individuos procedentes de la sierra de Guadarrama.

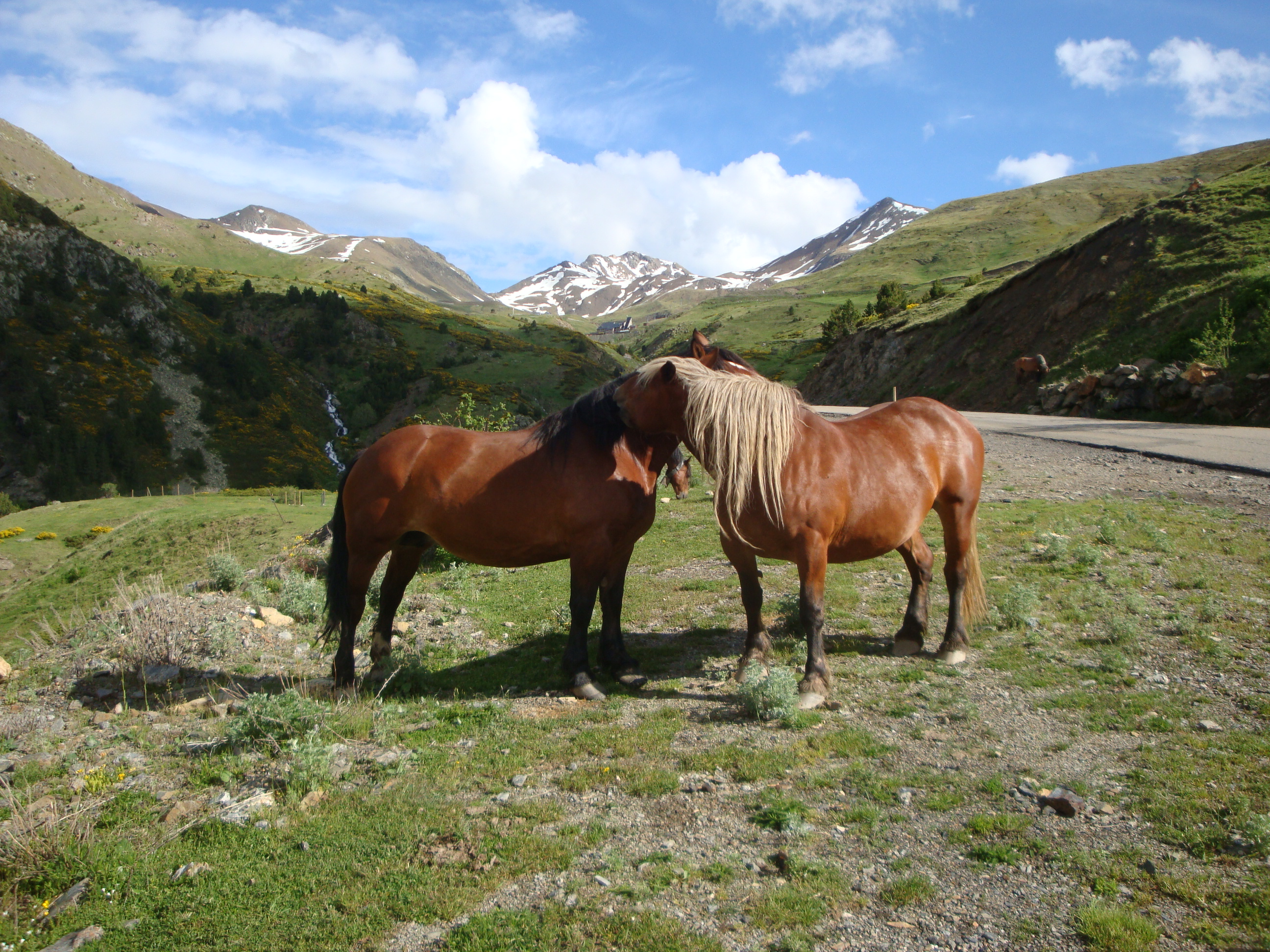
Caballos sueltos en el Valle de Bohí

Entre las aves, el quebrantahuesos es muy destacable. Extinto en casi toda Europa, es en el Pirineo donde la especie ha encontrado su último refugio, actualmente en expansión y proveyendo ejemplares para proyectos de cría y recuperación en los Alpes. Se cree que unas 90-95 parejas y 500-600 quebrantahuesos hoyan en los Pirineos. El gran depredador de los aires pirenaicos es el águila real, seguido de una amalgama de especies nocturnas y diurnas como son los abejeros, milanos reales o negros, halcones, cernícalos, búhos reales o el rarísimo mochuelo boreal que pasó de considerarse extinto, a ofrecer una población en torno a las 80 parejas; así como aves necrófagas, como el buitre leonado, el alimoche y el recién llegado en expansión buitre negro.
En el bosque, el urogallo, en claro peligro de extinción y muy afectado por el turismo masivo, parece en retroceso cuando se habla de la vertiente española (cuatro machos en Navarra, 75 en Aragón y unos 450 en Cataluña), y muy bien conservado en el área francesa (en torno a los 3500 machos). Junto a él, unas 120 especies de pequeñas aves, entre las que destacan el pito negro, pito real, pico dorsiblanco, torcecuello y treparriscos. En la alta montaña vive una de las más apreciadas especies pirenaicas, la perdiz blanca o lagópodo alpino. Las 700 parejas de este prodigioso y esquivo animal muestran que todavía es una de las últimas regiones vírgenes de la Europa Occidental.
El Pirineo cuenta con abundantes poblaciones de reptiles y anfibios, entre las que destacan la víbora áspid, el tritón pirenaico, la salamandra y la rana bermeja. Existen varios tipos de culebras, entre ellas la culebra bastarda, la culebra viperina y la culebra lisa europea.
El ser humano ha practicado el pastoreo en los Pirineos desde el Neolítico. En Bisaurri (provincia de Huesca) se han encontrado restos de transhumancia caprina del 5.º milenio antes de nuestra era.

## Clima

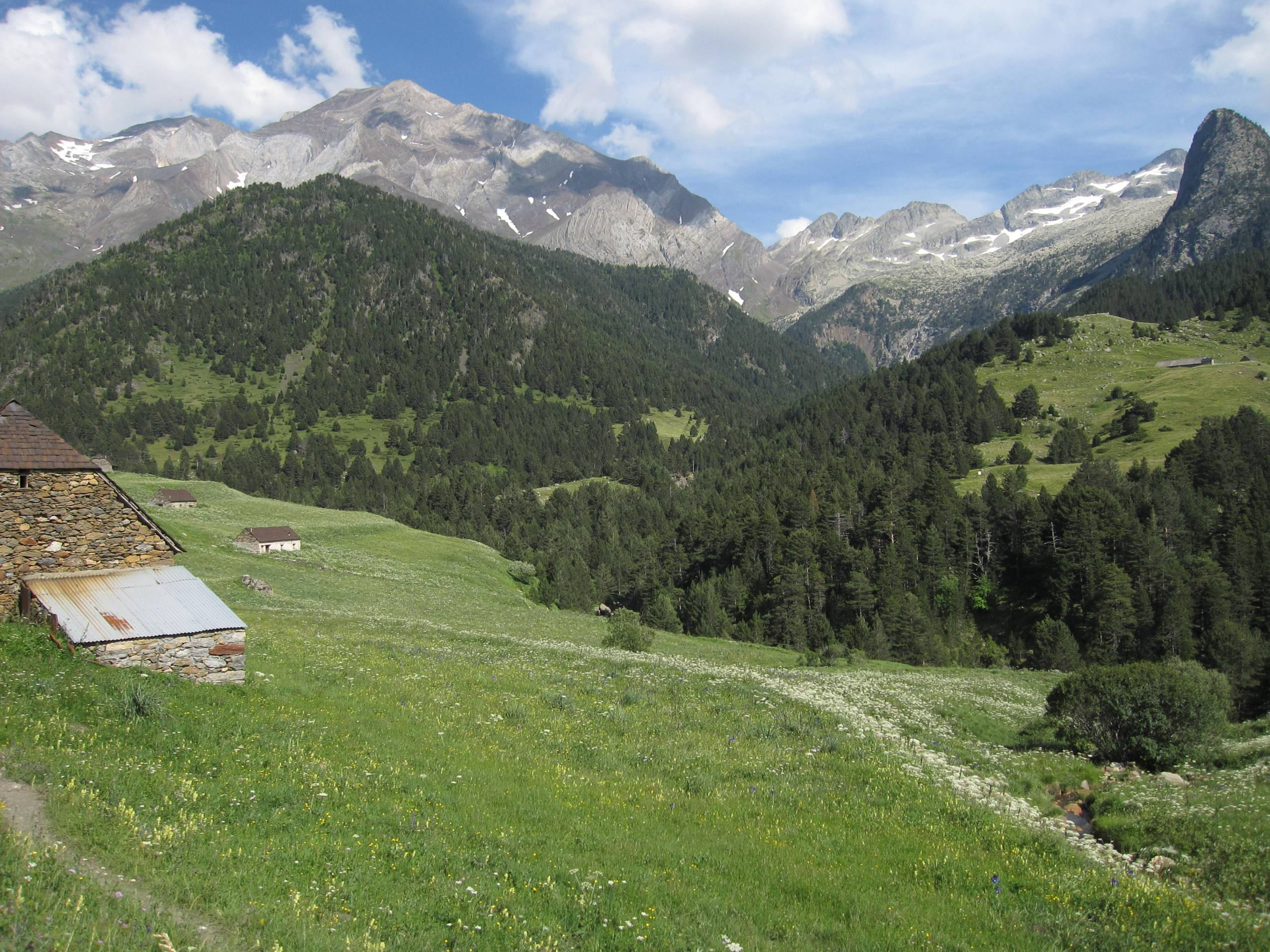
Macizo del Posets, el segundo más alto de los Pirineos, visto desde Viadós (valle de Chistau)

El clima de los Pirineos es de montaña, con unas precipitaciones más elevadas y unas temperaturas más bajas que los territorios de alrededor. Asimismo hace de frontera climática entre el clima oceánico predominante en el noroeste y el clima mediterráneo en el sureste (con matices continentales al sur).
Se da una disminución de las precipitaciones de oeste a este y de norte a sur, siendo los valles prepirenaicos del oeste de Cataluña las zonas más secas de la cordillera. En el Pirineo central la pluviometría se modera con unos índices regulares (1000 a 1500 mm/año a media montaña, localmente 2000 mm en las cumbres más elevadas del pirineo occidental) y la amplitud térmica aumenta (a 1200 m: 0 °C en enero, 14 °C en julio). Justo en el extremo este la pluviosidad vuelve a aumentar por la proximidad con el Mediterráneo, que si bien de manera poco frecuente, a veces genera levante. La región transfronteriza situada entre el Canigó y Olot es especialmente propensa a recibir precipitaciones intensas (1000 a 1500 mm/año), aunque durante el verano la sequía está bien presente.

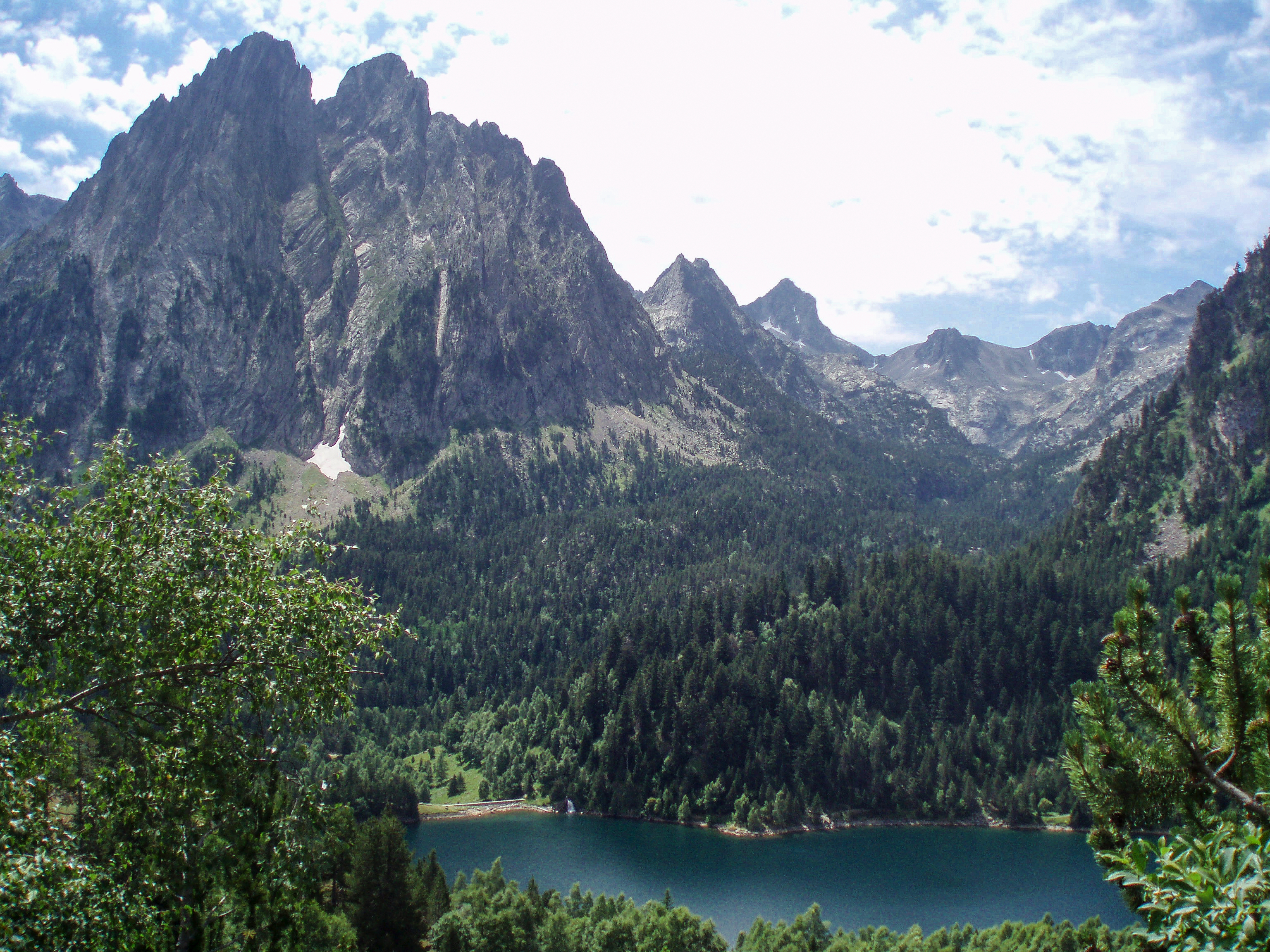
Los Encantados, dos picos emblemáticos del Pirineo catalán, y el Lago de San Mauricio

La influencia oceánica del noroeste, proveniente del mar Cantábrico, es intensa en el Pirineo navarro, con cúmulos pluviométricos de 1500 a 2500 mm/año con inviernos relativamente suaves y veranos frescos (medias de +1 °C en enero y +13 °C en julio a 1200 m de altitud). Esta influencia se extiende a las cuatro quintas partes de la cordillera en la vertiente norte (hasta Aude), y, sin embargo, penetra poco en la vertiente meridional.
En la vertiente sur el régimen de precipitaciones es esencialmente alimentado por las perturbaciones provenientes del suroeste de origen atlántico, que sufren una influencia continental durante su travesía por la península y se reactivan al contacto del relieve pirenaico. Las precipitaciones son más infrecuentes, pero a menudo más intensas que en la vertiente septentrional, lo que explica el elevado número de horas de sol a pesar de tener registros pluviométricos similares (1000 a 1500 mm/año), salvo el pie de monte árido (en torno a 500 mm/año). El aire oceánico templado es rechazado por la alta montaña, donde los inviernos son relativamente fríos y los veranos suaves (a 1200 m: 0 °C en enero, +15 °C en julio).

### Cambio climático en el Pirineo
El cambio climático actual en el Pirineo se percibe en forma de un aumento de la temperatura media anual y un cambio en el régimen de precipitaciones. 
A lo largo del período Cuaternario se han evidenciado variaciones en la temperatura, con diversos ciclos de glaciación-desglaciación. Sin embargo, desde 1850 las variaciones de temperatura han sido a un ritmo sin precedentes. Estas se relacionan, en gran parte, con el cambio climático y el calentamiento global, causados sobre todo por la desmedida actividad humana de emisión de gases de efecto invernadero producto de la quema de combustibles fósiles.
En el análisis conjunto a escala Pirenaica que hace el Observatorio Pirenaico del Cambio Climático (OPCC-CTP) en el proyecto OPCC-POCTEFA EFA 235/11, se concluye que en las últimas décadas (1959-2010) la temperatura ha se ha visto incrementada en 1,3 °C, con una tendencia de 0,2 °C por década. Este aumento de temperatura es el más destacado de todo el territorio catalán.
Las proyecciones futuras de temperatura a la región pirenaica muestran un aumento progresivo tanto de las temperaturas máximas como de las mínimas a lo largo del siglo XXI. Dependiendo del escenario de emisiones considerado, este aumento será mayor (escenario más emisivo) o menor (menos emisivo).
Por lo que respecta al régimen de precipitaciones, los modelos climáticos no predicen un descenso importante en la cantidad total anual, con unos registros de en torno a un 2,5 % de descenso en la pluviometría por década, pero sí que se esperan cambios en la estacionalidad, con episodios de sequía y estiajes más duraderos, así como un incremento de fenómenos meteorológicos extremos, con lluvias torrenciales, granizo y temporales severos más frecuentes.
Los cambios descritos en la temperatura media anual y en el régimen de precipitaciones desencadenan cambios a todo el conjunto de la cadena montañosa. Un ejemplo es la desaparición de más del 50 % de los glaciares Pirenaicos en los últimos 35 años y el elevado estado de retroceso de los restantes, que a su vez, tiene implicaciones en el ecosistema y en el ciclo del agua.
En 2023, las proyecciones de los científicos predicen para 2050 un descenso del 50 % del espesor del manto nival a unos 2000 metros.

#### Riesgos geológicos asociados al cambio climático
Se prevé un aumento en la frecuencia de deslizamientos en la zona Pirenaica como respuesta a una debilitación del terreno producto de subsidencia o movimientos de ladera causados por:
- Pérdida de volumen al fundirse el permafrost resultado del aumento de temperaturas. La presencia de permafrost en el Pirineo queda limitada por encima de los 2000 m a lo largo de toda la cordillera: es posible encontrarlo en las cumbres de Tossa d’Alp, Sierra del Cadí, Cotiella y Tendereña; y es probable encontrarlo en los sectores más elevados de los principales macizos des del Puigpedrós hasta las cumbres de la Sierra de Collarada. En los macizos más elevados y con mayores extensiones sobre los 2700 m es donde la probabilidad de encontrar permafrost es más elevada (Argualas-Infierno, Panticosa, Vignemale, Monte Perdido, La Munia, Punta Suelza, Bachimala, Perdiguero, Posets, Maladeta, Besiberri, Colomers, Peguera, Pica d'Estats, Tossa Plana de Lles y Puigpedrós).[31] Sin embargo, en todos estos sectores mencionados, no existe ninguna población habitada y las infraestructuras son muy limitadas. En la cara noroeste del macizo de Vignemale se ha observado un aumento de los fenómenos de subsidencia en los últimos años, atribuido a fenómenos de descongelación del permafrost.[28]
- Elevación del nivel freático en episodios de precipitación intensa.[32][33][34][35]
- Disminución de la resistencia mecánica de los materiales como consecuencia del aumento de incendios forestales (resultado del aumento de temperatura y del incremento de períodos de sequía).[36]

Además, se observa y se prevé también un mayor número y magnitud de aludes de nieve húmeda.

#### Riesgos ambientales asociados al cambio climático
Los riesgos ambientales relacionados con el cambio climático en la cordillera de los Pirineos son los siguientes:
- Disminución de las aportaciones medias anuales de los ríos pirenaicos debido a un incremento de los períodos de sequía y por lo tanto a mayor evaporación, así como a la menor duración del manto de nieve. Esto también está influido por cambios en los usos del suelo y de la cubierta vegetal, que incrementan la evapotranspiración, además de las causas climáticas.[39][40][41][42]
- Cambios en el régimen mensual de los ríos: aumento de los caudales durante invierno (debido al descenso de acumulación invernal de nieve), adelanto y disminución de caudales de deshielo primaverales, y disminución de caudales en verano y otoño (debido a una mayor frecuencia e intensidad de las sequías).[43][39][44][41]
- Disminución de la cantidad de aguas subterráneas producto de cambios en la recarga y descarga de los acuíferos.[45][46]
- Disminución de la calidad de las aguas debido a un menor efecto de dilución de sustancias contaminantes al haber menos cantidad de agua.[47][48][49]
- Disminución de un 20 % de grosor del manto de nieve por un incremento medio de 1 °C, así como 25 días menos de duración anual del manto.[50]
- Reducción de hasta un 78 % de la acumulación de nieve por debajo de los 1500 m en el último cuarto del siglo XXI.[50]

## Actividades deportivas

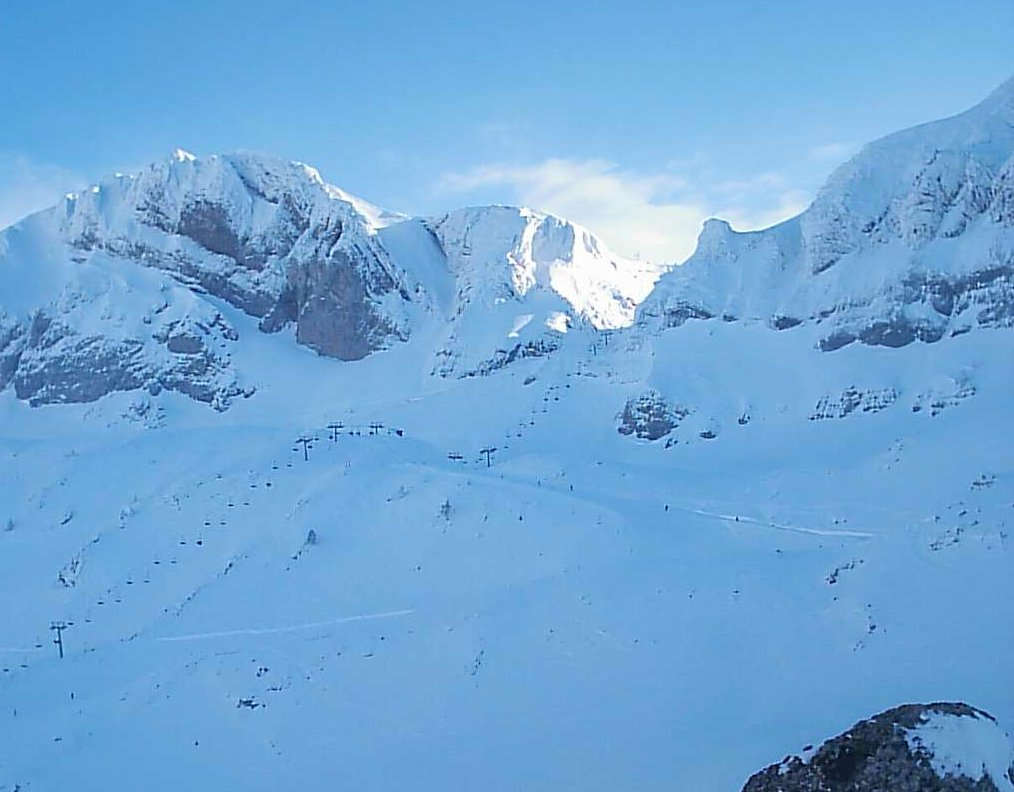
Pistas de la estación de esquí de Candanchú

Esta cordillera cuenta con grandes espacios acondicionados para el ocio, al ofrecer grandes posibilidades por su belleza y clima. Las instalaciones para la práctica del esquí son las que precisan de un espacio más extenso y han modificado profundamente el uso del suelo en la alta montaña. A continuación se muestran las estaciones de esquí que hay en los Pirineos.
- En la parte española: Candanchú, Astún, Formigal, Panticosa-Los Lagos, Cerler, Boí Taüll, Baqueira Beret, Port Ainé, Port del Comte, Espot Esquí, Tavascan, La Molina, Masella, Vall de Núria, Vallter 2000, Rasos de Peguera.

- En Andorra: Ordino Arcalis, Pal Arinsal, Pas de la Casa-Grau Roig, Soldeu el Tarter, La Rabassa.

- En la parte francesa: La Pierre-st Martín, Artouste, Gourette, Luz Ardiden, Cauterets, Hautacam, Bareges, Gavarnie-Gèdre, La Mongie, Piau Engaly, Saint Lary, Val Louron, Peyragudes, Luchon Superbagneres, Porte Puimorens, Ax-les-Thermes, Font-Romeu, Les Angles, Puyvalador, Formiguères, Puigmal 2600, Cambré d´Aze, Guzet, Les Mont d´Olmes, Ascou-Pailheres, Mijanes-Donezan.

Las carreteras que transcurren por la cordillera ha sido utilizadas como recorrido de diferentes pruebas automovilísticas. El Rally de los Pirineos se disputó en los años 50 y 60 por diferentes localidades españolas y francesas mientras que el Rally de las Dos Cataluñas celebrado en los años 60 visitaba las localidades de Barcelona y Perpiñán cruzando los Pirineos.

## Pirineístas
Algunos científicos y montañeros que han destacado en el estudio de estas montañas son:
- Louis François Ramond de Carbonnières. Naturalista (1755-1827)
- Franz Schrader. Geógrafo (Burdeos, 1844-París, 1924)
- Henry Russell. Conde Russell-Killough (Toulouse, 1834-Biarritz, 1909)
- Lucien Briet. Escritor, fotógrafo y explorador (París, 1860 - Charly-sur-Marne, 1921)
- Pedro Montserrat Recoder. Botánico (Mataró, 1918-2017)
- Albert de Franqueville. Botánico (?)